# Eino Ojanen
Eino Olavi Ojanen (Helsinki, 17 novembre 1924 – 12 novembre 2010) è stato un cestista e allenatore di pallacanestro finlandese.

## Carriera
Ha guidato la Finlandia a tre edizioni dei Campionati europei (1951, 1953, 1955).
Dal 2018 è membro della Finnish Basketball Hall of Fame.